# Marcel (Kalifornia)
Marcel – obszar niemunicypalny w Kern County, w Kalifornii (Stany Zjednoczone), na wysokości 989 m.